# Oecetis blythi
Oecetis blythi är en nattsländeart som beskrevs av Wells 2000. Oecetis blythi ingår i släktet Oecetis och familjen långhornssländor. Inga underarter finns listade i Catalogue of Life.